# Немечек, Борис Константинович
Борис Константинович Не́мечек (1925—1978) — советский художник кино. Заслуженный художник РСФСР (1965). Лауреат Сталинской премии первой степени (1952).

## Биография
Родился 18 мая 1925 года. В 1949 году окончил художественный факультет ВГИКа. В 1949—1957 годах работал на Киевской киностудии художественных фильмов, с 1958 года — на «Мосфильме».
В 1964—1965 годах читал курс лекция «Работа с художником» на Высших курсах сценаристов и режиссёров
Умер 22 февраля 1978 года. Похоронен в Москве на Ваганьковском кладбище.

## Фильмография
- 1951 — Тарас Шевченко (совместно с Л. А. Шенгелия)
- 1954 — Командир корабля; Лымеривна
- 1955 — Костёр бессмертия
- 1956 — Над Черемошем (совместно с В. Мигулько); Без вести пропавший
- 1959 — Баллада о солдате
- 1961 — Чистое небо
- 1962 — 49 дней; У твоего порога (оба совместно с А. М. Вайсфельдом)
- 1964 — Жили-были старик со старухой
- 1966 — Берегись автомобиля
- 1967 — Первый курьер (совместно с Н. Наневым)
- 1969 — Адам и Хева
- 1970 — Легенда тюрьмы Павиак
- 1971 — Джентльмены удачи
- 1973 — Совсем пропащий
- 1974 — Небо со мной
- 1975 — Афоня
- 1977 — Мимино (совместно с Э. К. Немечек)
- 1978 — Сдаётся квартира с ребёнком; Любовь моя, печаль моя

## Награды и премии
- Сталинская премия первой степени (1952) — за фильм «Тарас Шевченко» (1951)[3]
- заслуженный художник РСФСР (1965)